# Oxymerus lineatus
Oxymerus lineatus là một loài bọ cánh cứng trong họ Cerambycidae.